# إيفان هاردي
إيفان هاردي (13 نوفمبر 1927 في الهند - 13 يناير 1994 في المملكة المتحدة) (بالإنجليزية: Evan Hardy)‏ هو لاعب اتحاد الرغبي ولاعب كريكت بريطاني في مركز رامي متوسط ‏.

## وصلات خارجية
- إيفان هاردي عل موقع إسبنسكروم (الإنجليزية)